# Music D.
『Music D.』（ミュージック・ディー）は、日本の歌手広瀬香美の8枚目のアルバム。1999年12月16日、ビクターエンタテインメントからリリースされた。

## 収録曲
- 全作詞・作曲:広瀬香美
- 編曲：井上ヨシマサ (#1-3,7,11,13)、野崎貴朗 (#4-6,9)、広瀬香美 (#8,10,12)

1. Love Communication
2. 恋のベスト10 (curtain rise)
3. リバース
4. I.C.E.
5. ストロボ (remixture)
6. School Days
7. Rest of Your Heart
8. NIGHTMARE
9. ムーンロケット
10. パリパラ
11. BEGIN (1999's Style)
12. I Wish (a cappella)
13. dance with me